# Étienne de Gévaudan (évêque)
 (mars 2012).
Si vous disposez d'ouvrages ou d'articles de référence ou si vous connaissez des sites web de qualité traitant du thème abordé ici, merci de compléter l'article en donnant les références utiles à sa vérifiabilité et en les liant à la section « Notes et références ».
Étienne de Gévaudan, membre de la maison vicomtale du Gévaudan, était un ecclésiastique français, évêque du Puy-en-Velay en 998.

## Biographie
Étienne est sans doute le fils puîné d'Étienne de Gévaudan et d'Adélaïde d'Anjou. Il est donc le demi-frère du comte de Provence Guillaume II. Son père gouverne le sud de l'Auvergne (Saint-Julien de Brioude) et le Gévaudan. Il ne porte pas le titre de vicomte de Gévaudan, mais ce titre lui a été attribué a posteriori. 
En 998, il succède à Guy d'Anjou, son oncle, à la tête de l'évêché du Puy. Ce dernier l'a en effet désigné comme successeur. Il est consacré par Dagbert, archevêque de Bourges dont le diocèse du Puy est suffragant, mais le chapitre cathédral s'insurge car la nomination de l'évêque lui est normalement dévolue.
Lors d'un synode tenu à Rome en 998, le pape Grégoire V dépose alors Étienne et déclare que les évêques du Puy devront être nommés par le chapitre, et le nouvel élu devra se rendre à Rome pour se faire sacrer du pape lui-même. C'est donc à partir de cet évènement que les évêques du Puy relevèrent directement du Saint-Siège et non plus de l'archevêque de Bourges.